# Zam Salim
Zam Salim (* 1973 in Manchester) ist ein englischer Drehbuchautor und Filmregisseur.
Zam Salim sammelte 2000 erste Erfahrung in der Filmbranche als Produktionsassistent in dem Film „One Life Stand“. Ab 2003 war er als Editor, Drehbuchautor, Produzent oder Regisseur an einer Reihe von Kurzfilmen beteiligt. 2008 drehte er drei Folgen der englischen TV-Action-Serie „M.I.High“.
„Up there“ war sein erster Kinofilm, der am 18. November 2011 seine internationale Premiere auf dem Internationalen Filmfestival Mannheim-Heidelberg hatte, und der mit mehreren Filmpreisen ausgezeichnet wurde. 2016 drehte er für die BBC fünf Folgen der englischen TV-Serie „The Break“ und 2020 eine Folge der Serie Der junge Inspektor Morse.